# Чернохвостая чайка
Чернохвостая чайка (лат. Larus crassirostris) — птица семейства чайковых, обычный вид Дальнего Востока, Курильских островов и Сахалина.

## Описание
Чернохвостая чайка по размерам близка к обычной сизой, но немного тяжелее по складу. Голова, брюхо и бока, как и у большинства чаек, чисто-белые, спина и крылья — серые. На хвосте яркая чёрная полоса, клюв чёрный с жёлтой полосой на конце и ярким красным пятном. Хорошо заметны ярко-жёлтые лапы. Молодые птицы бурые, гораздо темнее, чем первогодки большинства других видов. В зимнем пере у взрослых чаек появляются размытые сероватые пестрины на зашейке и голове.

## Распространение и среда обитания
Этот вид проживает в Восточной Азии, включая Китай, Тайвань, Японию и Корею. Ведёт бродячий образ жизни на Аляске и в Северной Америке и была замечена на Филиппинах.
Чёрнохвостая чайка распространена в Японии, гнездится от Хоккайдо до Западного Кюсю.
Около 5000 птиц гнездятся в Fumi-shima.
Вид редко встречается в США. В октябре 2005 года была замечена в Берлингтоне и была замечена несколько раз в штате Иллинойс.

## Размножение
Гнездятся чернохвостые чайки колониями. Для гнездования выбирают травянистые склоны высоких берегов, где есть камни или куртины травы, чтобы спрятать птенцов от солнца и ветра. Поселения чаек иногда бывают довольно крупными, иногда составляют несколько тысяч особей (самая большая известная колония достигала 40 тысяч). На места гнездования чайки прилетают в апреле. Родители используют для строительства сухую траву, иногда высохшие водоросли. Вскоре появляются 2—3 яйца — коричневато-зелёные, с размытыми пятнами. Насиживают будущих птенцов оба родителя, периодически сменяя друг друга. Через 24—25 дней из яиц появляются птенцы. Вес птенцов составляет 40 г.

## Питание
Чернохвостая чайка ест практически всё. Также чернохвостая чайка питается рыбой (мелкая корюшка, сайра, сардины, иваси). Приёмы охоты разные: часто чернохвостые чайки хватают рыбу с поверхности в полёте, не присаживаясь на воду, могут и неглубоко нырнуть за рыбой, иногда погружаясь целиком. В частности чайки в поисках пищи окружают рыболовные суда. В середине лета часть рыбы отходит в другие районы моря, и в рационе чаек возрастает доля насекомых. Они ловят жуков, крупных мух и бабочек. Приёмы охоты, конечно, совсем не те, что при ловле рыбы. Часто летают совсем низко над землёй, вспугивая добычу. Чайки приспособились охотиться на морских ежей, моллюсков и колюшку — бросая с высоты, разбивают их твёрдые панцири об камни. В Японии некоторые чайки кормятся на рисовых чеках дождевыми червями и головастиками. Зимой, когда пища подо льдом, чаек можно часто встретить на городских помойках.
В конце лета и начале осени чайки далеко от колонии не улетают. Позже начинаются более далёкие и направленные кочевки. По наблюдениям орнитологов, в сентябре большое количество чернохвостых чаек кормится в Татарском проливе, между материком и Сахалином. В это время там держатся большие стаи 
анчоуса, сайры и сардины. В середине осени рыба отходит в южную часть моря, и чайки следуют за ней. В октябре большая часть птиц покидает районы гнездования и отлетает на зимовку. Основные районы зимовки чернохвостых чаек — юг Японского моря, Корейский пролив, где зимой скапливаются кальмары, сардины, скумбрия и другая рыба. В марте чайки начинают обратный отлёт — к родным колониям.

## Изображения

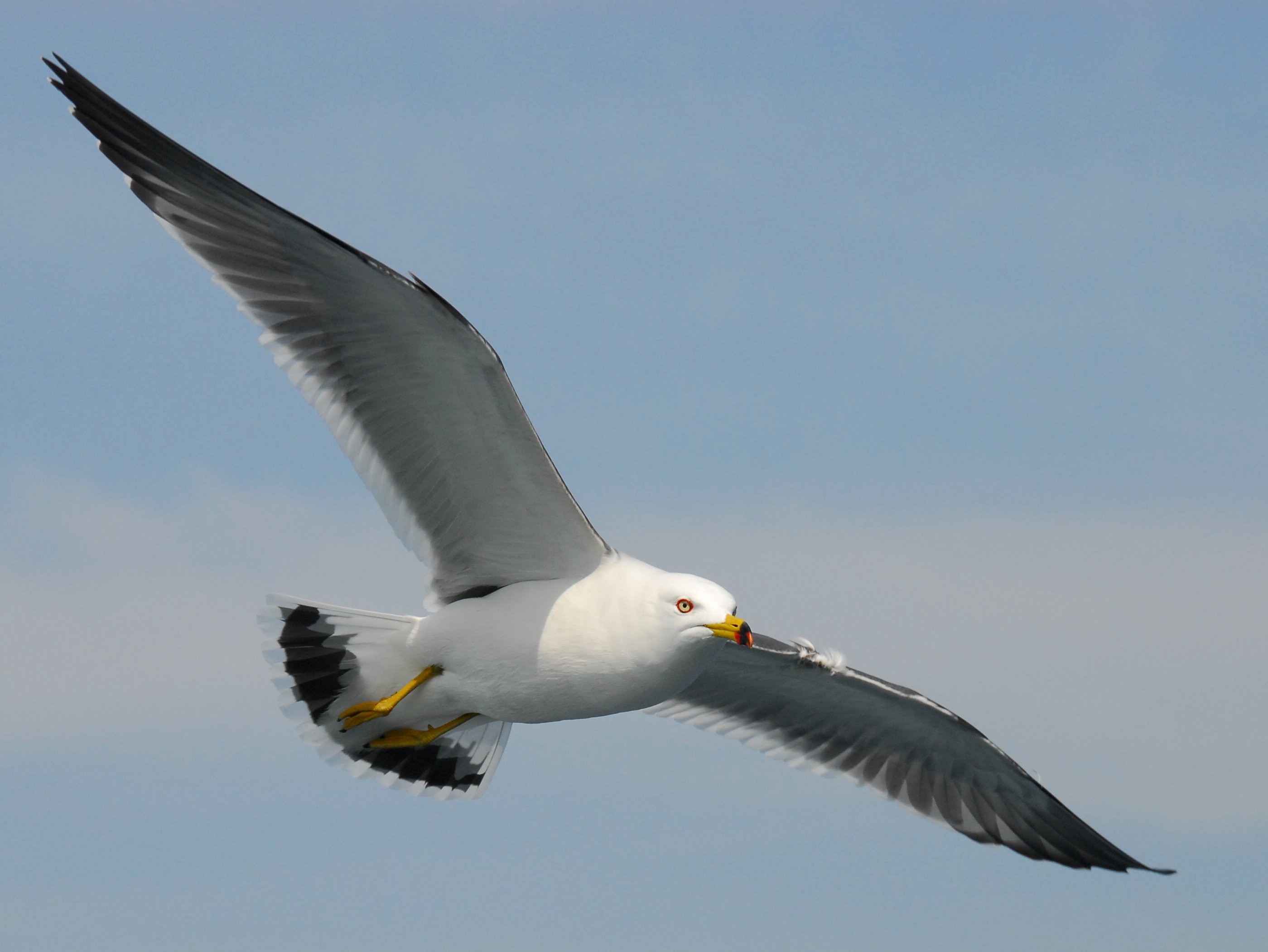
Чернохвостая чайка  Токийский залив
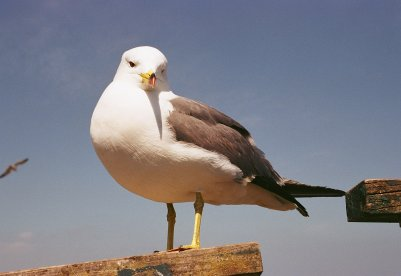
Чернохвостая чайка Хатинохе
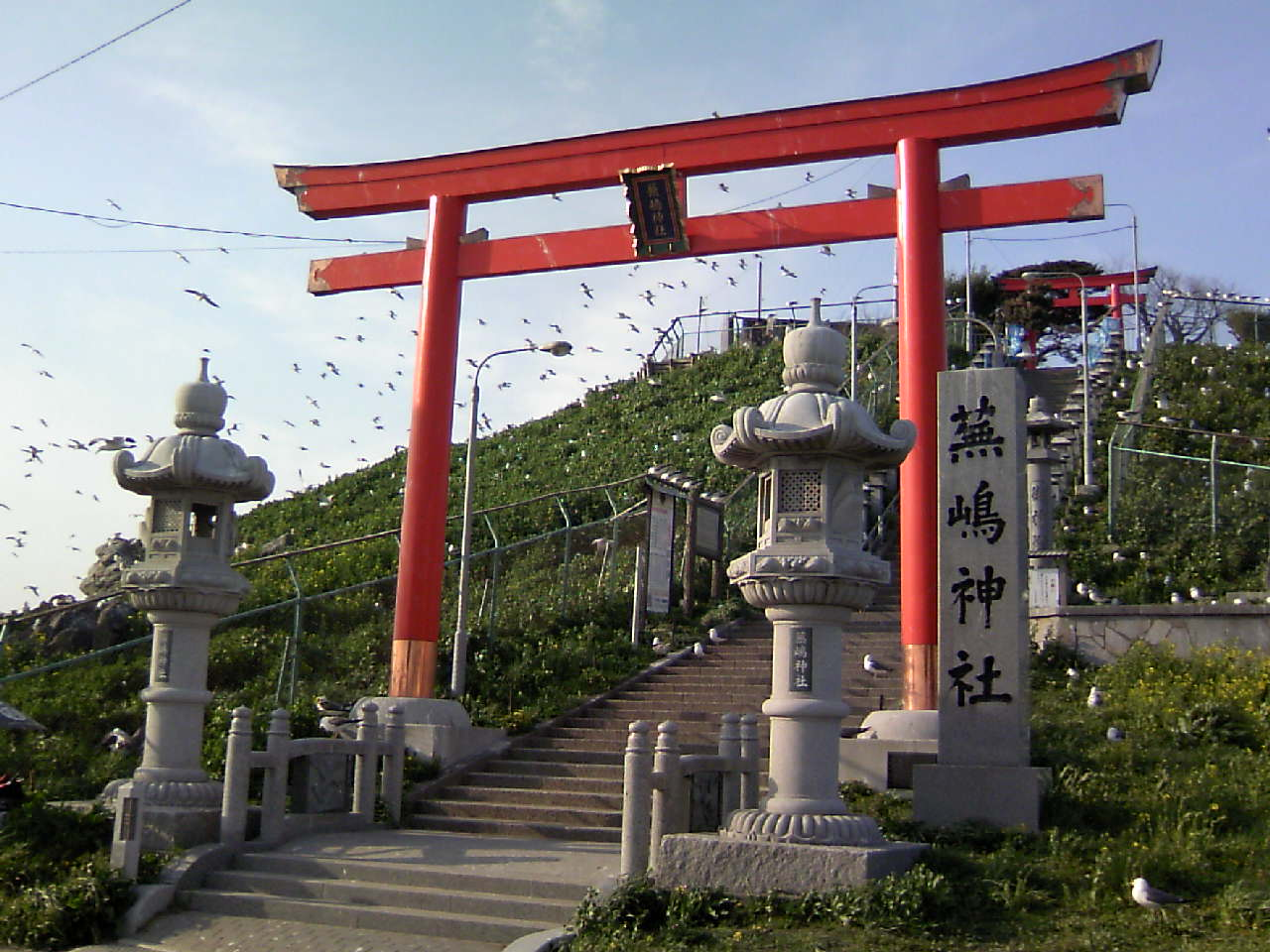
Чернохвостая чайка Kabushima Shrine